# 遠藤新一
遠藤 新一（えんどう しんいち、1893年（明治26年）11月3日 - 1956年（昭和31年）7月）は、大日本帝国陸軍軍人。最終階級は陸軍少将。功三級。

## 経歴
1893年（明治26年）に福島県で生まれた。陸軍士官学校第28期、陸軍大学校第40期卒業。1939年（昭和14年）3月9日に陸軍歩兵大佐進級と同時に第3師団参謀長（第11軍）に就任し、日中戦争に出動。同年11月21日に陸軍士官学校教官に転じ、1941年（昭和16年）7月に近衛歩兵第5連隊補充隊長を経て、1942年（昭和17年）5月に歩兵第3連隊長（関東軍・第1方面軍・第28師団）に着任。
1943年（昭和18年）3月1日に陸軍少将に進級し、第33歩兵団長に就任。3月13日に西部軍司令部附となり、8月2日に第47歩兵団長（北方軍・第47師団）に就任。1944年（昭和19年）1月10日に東部軍司令部附となり、6月15日に編制された独立混成第57旅団（南方軍・第2軍）の旅団長に6月21日に着任。セレベス島に出征し、同地の守備に任じて終戦を迎えた。
1948年（昭和23年）1月31日、公職追放仮指定を受けた。